# Atelier des Vosges
L'Atelier des Vosges était un groupe d'auteurs de bande dessinée travaillant dans un même lieu au 15 place des Vosges à Paris, à partir de 1995. Cette expérience faisait suite à l'Atelier Nawak (1992).

## Présentation
Parmi les auteurs de l'Atelier des Vosges, on trouve Émile Bravo, Riad Sattouf, Mathieu Sapin, Lewis Trondheim, Christophe Blain, David B., Joann Sfar, Frédéric Boilet, Marjane Satrapi, Marc Boutavant ou Florence Sterpin.
Il ne s'agit pas d'un collectif structuré (sur le plan juridique ou associatif) ; ces auteurs travaillent souvent les uns avec les autres et apparaissent tous plus ou moins appartenir à la mouvance appelée « nouvelle bande dessinée ».